# Teresa Zalewska (polityk)
Teresa Anna Zalewska (ur. 20 września 1942 w Opocznie) – polska polityk, muzealnik, pedagog, posłanka na Sejm X kadencji (1989–1991).

## Życiorys
Od 1945 mieszka w Tomaszowie Mazowieckim. Ukończyła w 1975 studia na Uniwersytecie Łódzkim. Od 1961 pracowała w instytucjach kulturalnych rodzinnego miasta, a także (w latach 1975–1977) Piotrkowa Trybunalskiego.
W latach 1989–1991 z ramienia Komitetu Obywatelskiego sprawowała mandat posła na Sejm X kadencji z okręgu piotrkowskiego. W ramach Obywatelskiego Klubu Parlamentarnego działała w kole niezależnych. W kolejnych wyborach nie ubiegała się o reelekcję. W 2002 została wybrana radną rady miasta Tomaszów Mazowiecki z komitetu wyborczego Mirosława Kuklińskiego. W 2006 nie uzyskała ponownie mandatu, startując z listy Chrześcijańskiego Porozumienia Samorządowego.
Po zakończeniu pracy w parlamencie została kustoszem w muzeum w Tomaszowie Mazowieckim.
W 2017 otrzymała Krzyż Wolności i Solidarności.